# Blanche d'Antigny
Blanche d'Antigny (nata Marie-Ernestine Antigny; Martizay, 9 maggio 1840 – Parigi, 30 giugno 1874) è stata una cantante, attrice teatrale e cortigiana francese.
Fu la modella principale alla quale si ispirò Émile Zola per il suo romanzo Nanà.

## Biografia

### Primi anni
Marie-Ernestine Antigny nacque il 9 maggio del 1840 a Martizay, un piccolo villaggio dell'Indre dove allora vivevano i suoi genitori, Jean Antigny, falegname e sagrestano, ed Eulalie Florine Guillemain. I suoi genitori vivevano in una casa modesta dal tetto di paglia nei pressi del fiumiciattolo La Claire.
Marie-Ernestine era la figlia maggiore; due anni dopo la sua nascita nacque suo fratello e, quando ella aveva otto anni, sua sorella venne al mondo nello stesso anno nel quale suo padre, un marito poco fedele, abbandonò la sua famiglia per stabilirsi a Parigi con una donzelletta del villaggio.
Nel 1849, Marie-Ernestine raggiunse i suoi genitori a Parigi, dove sua madre lavorava il lino presso la marchesa de Galliffet, che la fece entrare nel couvent des Oiseaux. Alla morte della marchesa nel 1853, Marie-Ernestine Antigny divenne una commessa nella rue du Bac, a Parigi.
All'età di tredici o quattordici anni, attirò presto l'attenzione di un valacco, che seguì a Bucarest. Prima del suo ritorno a Parigi all'inizio del 1856, incontrò dei gitani e questi le insegnarono ad andare a cavallo; fu così che lei trovò un lavoro come cavallerizza al circo Napoléon (oggi il Cirque d'hiver). Aveva sedici anni.

### Carriera da modella

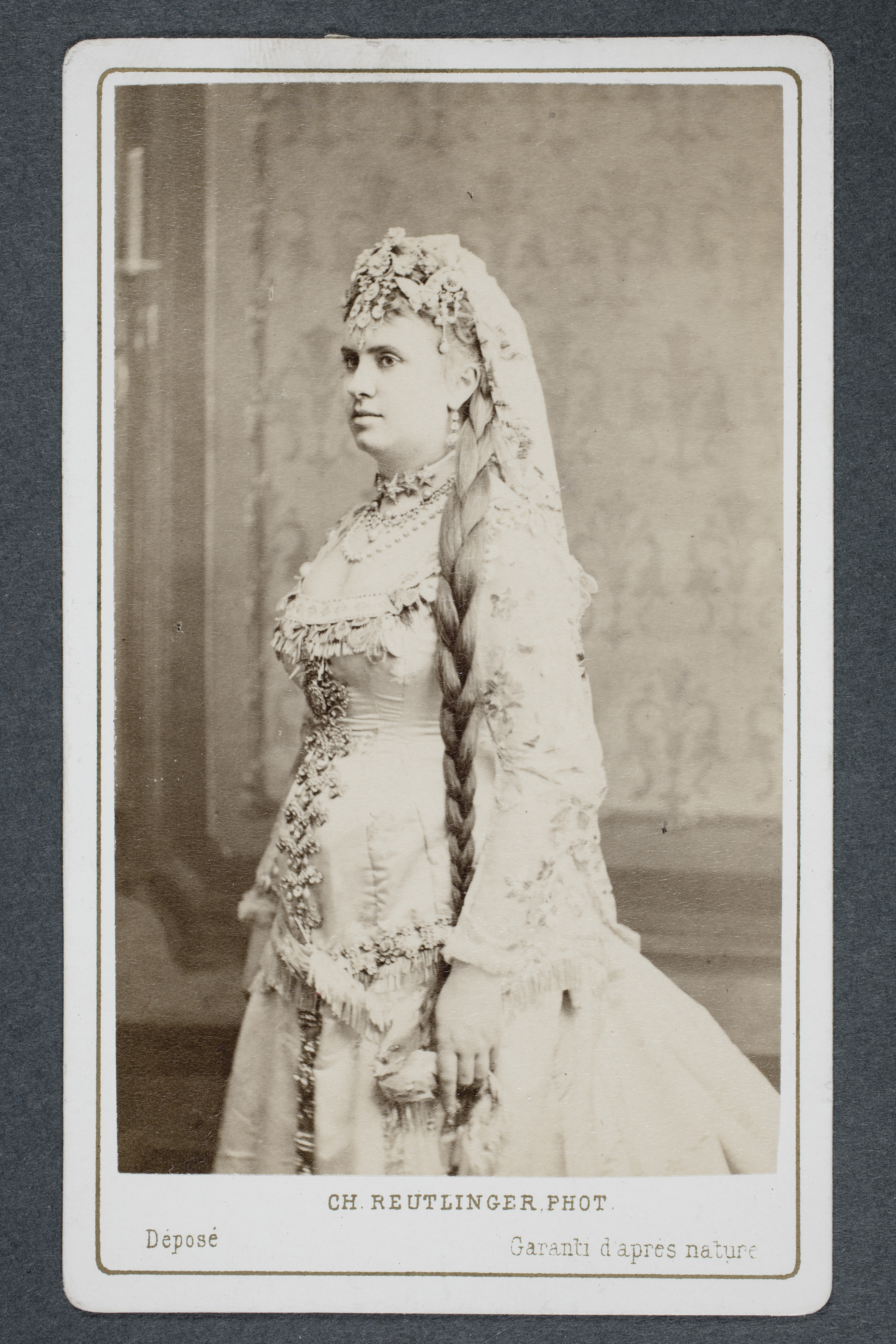
Una fotografia di Blanche d'Antigny del 1860

Rientrata in patria, a Parigi lavorò nel circo e in varie sale da ballo. Al Bal Mabille, Marie-Ernestine incontrò Jeanne de Tourbay, il cui protettore, Marc Fournier, era l'allora direttore del Théâtre de la Porte Saint-Martin. Con le sue forme "rubensiane", venne assunta per interpretare il ruolo muto della statua vivente di Elena, nel Faust di Adolphe d'Ennery, andato in scena al teatro della Porte Saint-Martin, il 27 settembre del 1856. Posò per Paul Baudry per il suo dipinto La Maddalena penitente e divenne l'amante del capo della polizia russa Nikolaj Mezencov (noto in Francia come Nicolas Mesentsoff), il quale la portò a San Pietroburgo fin quando fu costretta a lasciare la Russia per ordine speciale della zarina Maria Aleksandrovna. Nell'estate del 1865, ella incontrò Caroline Letessier, un'attrice di successo, con la quale condivise la vita dei piaceri delle semi-mondane e il gusto per il lusso.
Riscosse un gran successo sul palcoscenico dell'operetta, attirando decine di ricchi amanti. Hervé le assegnò il ruolo di Fredegonda nel Chilpéric (1868) e quello di Margherita nel suo capolavoro Le petit Faust (1869), parodia sia dell'opera di Goethe che di quella di Gounod. Blanche d'Antigny interpretò i ruoli principali in molti dei successi di Hervé, Jacques Offenbach e dei loro allievi, tra i quali si menzionano Le tour du chien vert, L'œil crevé, La vie parisienne e La cocotte aux œufs d'or. Continuò a recitare fino alla guerra franco-prussiana del 1870.
Sembra che sia stata la prima donna ad andare pubblicamente in bicicletta in Francia, e dovette compilare un formulario di autorizzazione della prefettura per poter indossare dei pantaloni. Divenne famosa per ciò, fece delle pubblicità per le biciclette Michaux e le venne dedicata una coppa di gelato, l'Antigny. Il suo ritratto realizzato dal pittore Henri de l’Étang la ritrae in posa accanto a un velocipede in un'epoca nella quale la libertà di movimento che esso forniva non veniva ritenuta "adatta" alle donne. Ella gestiva un salone in rue Lord-Byron, mantenne il suo legame con Nikolaj Mezencov, rimase fedele al suo protettore Raphaël Bischoffsheim e sviluppò parallelamente una carriera da semi-mondana.

### Ultimi anni
Dopo uno scandalo causato dalla rovina finanziaria di uno dei suoi amanti, e perseguitata dai suoi creditori, Blanche d'Antigny lasciò Parigi per l'Egitto, dove si esibì al Cairo ed ebbe una relazione con il chedivè. Dopo un soggiorno al Cairo e un'ultima rappresentazione teatrale ad Alessandria, lasciò l'Egitto, delusa e malata, il 2 maggio del 1874, e arrivò a Marsiglia il 28 maggio, dove scoprì che sua madre era morta. Il 31 maggio era tornata a Parigi, dove si stabilì all'Hôtel du Louvre. Sempre in contatto con Nikolaj Mezencov, la sua amica Caroline Letessier venne in suo aiuto e la portò a casa sua, al numero 93 del boulevard Haussmann, dove Blanche d'Antigny morì di tifo il 27 giugno del 1874. È sepolta nella trentaseiesima divisione del cimitero di Père-Lachaise a Parigi.